# Cal Masover (Cervera)
Cal Masover és una obra de Malgrat, al municipi de Cervera (Segarra) protegida com a Bé Cultural d'Interès Local.

## Descripció
Aquest immoble consta de planta baixa, pis i golfes. La coberta és de teula àrab a dues vessant. L'aparell constructiu és força desigual, destaquen els carreus que emmarquen les obertures. La porta d'accés presenta llinda plana, com totes les finestres -tres al primer pis i dues (de mida molt diferent) al segon, a nivell de les golfes.
(Text procedent del POUM)